# 14519 Ural
14519 Ural è un asteroide della fascia principale. Scoperto nel 1996, presenta un'orbita caratterizzata da un semiasse maggiore pari a 3,1984336 UA e da un'eccentricità di 0,1509134, inclinata di 2,35932° rispetto all'eclittica.